# Brignolizomus woodwardi
Brignolizomus woodwardi är en spindeldjursart som beskrevs av Harvey 2000. Brignolizomus woodwardi ingår i släktet Brignolizomus och familjen Hubbardiidae. Inga underarter finns listade.